# Kayseri (település)
Kayseri (görögül: Καισάρεια ógörög Kaiszareia, újgörög Keszária, latinul: Caesarea Mazaca, zaza nyelven: Qeyseriye) város Törökországban, Kayseri tartomány székhelye. A város nagyvárosi önkormányzattal (Büyükşehir Belediyesi) rendelkezik, gazdasága olyan mértékben növekszik, amivel bekerült az „anatóliai tigrisek” közé. 2013 májusától Miskolc testvérvárosa. Labdarúgócsapata, a Kayserispor az első osztályban játszik. Itt született Abdullah Gül, aki Törökország köztársasági elnöke volt két cikluson át 2014-ig.
Kayseri mellett fekszik Törökország legnagyobb vulkánja, az Erciyes Dağı.

## Nevének eredete
A várost az ókorban Mazaca vagy Mazarca néven ismerték. Kr. e. 160 körül V. Ariarathész Euzebiusz, Kappadókia királya után az Eusebia nevet kapta. Archealus (Kr. e. 36–Kr. u. 14), az utolsó kappadókiai király Caesareára változtatta (Caesarea in Cappadocia). Az arabok ezt Kaisariyahra módisították, ami a szeldzsuk törökök idejében, 1080 körül módosult Kayserire.
A Kayseri névalak jobban hasonlít az eredeti, klasszikus latin kiejtésre, mint az arab.

## Történelem

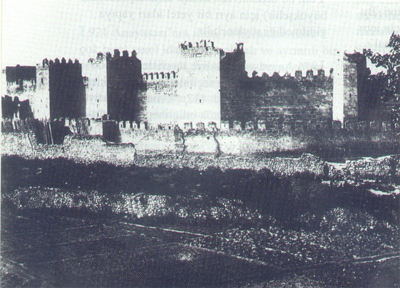
Kayseri, 1897

Kayseri már Kr. e. 3000-től lakott település volt. Több fontos kereskedelmi útvonal, például a selyemút mentén fekszik. Nem messze tőle található Anatólia egyik legrégebbi települése, Kültepe.
Mazaca néven Kappadókia királyainak székhelye volt, régi városrésze még őrzi az ősi emlékek egy részét. Kr. u. 260-ban a szászánida I. Sápúr földig rombolta az akkor csaknem 400 000 fős települést. Később Nagy Szent Vazul hozott itt létre egyházi központot, majd I. Justinianus bizánci császár erős falakat és erődöt építtetett a városban.
A várost Kr. u. 647-ben az arab hadvezér, Muavija foglalta el Bizánctól. Az arabok a Kaisariyah nevet adták a városnak, ami a korábbi római Caesarea torzulása, majd a szeldzsukok ezt Kayserire módosították, amikor 1064-ben Alp Arszlán bevette a települést. 1243-ban mongol kézre, a 15. században pedig oszmán uralom alá került.

## Fordítás
- Ez a szócikk részben vagy egészben  a   Kayseri című angol Wikipédia-szócikk fordításán alapul.  Az eredeti cikk szerkesztőit annak laptörténete sorolja fel. Ez a jelzés csupán a megfogalmazás eredetét és a szerzői jogokat jelzi, nem szolgál a cikkben szereplő információk forrásmegjelöléseként.